# 78.ª Divisão de Infantaria (Alemanha)
A 78ª Divisão de Infantaria (em alemão:78. Infanterie-Division) foi uma unidade militar que serviu no Exército alemão durante a Segunda Guerra Mundial. A divisão foi formada por partes da 5ª Divisão de Infantaria, 25ª Divisão de Infantaria e 35ª Divisão de Infantaria. Foi redesignada para 78. Sturm-Division no dia 30 de dezembro de 1942.
A 78. Sturm-Division foi formada no dia 1 de janeiro de 1943, sendo destruída em Minsk no mês de julho de 1944. Foi reformada no mesmo mês ao absorver a 543ª Divisão de Granadeiros. Foi redesignada 78ª Divisão de Granadeiros no mês ainda no mês de julho de 1944.
A 78ª Divisão de Granadeiros foi formada no dia 18 de julho de 1944, sendo redesignada no mês de outubro de 1944 para 78. Volksgrenadier-Division.
A 78. Volksgrenadier-Division foi formada em Konstanz no dia 9 de outubro de 1944, lutando no sul da Polônia e na Silésia. Foi renomeada 78. Volks-Sturm-Division no mês de fevereiro de 1945.
A 78. Volks-Sturm-Division se rendeu para o Exército soviético na Checoslováquia ao final da guerra.

## Comandantes
| Comandante                             | Data                                            |
| 78ª Divisão de Infantaria              | 78ª Divisão de Infantaria                       |
| -------------------------------------- | ----------------------------------------------- |
| General der Artillerie Fritz Brand     | ? de agosto de 1939 - 1 de outubro de 1939      |
| General der Artillerie Curt Gallenkamp | 1 de outubro de 1939 - 29 de setembro de 1941   |
| Generalleutnant Emil Markgraf          | 29 de setembro de 1941 - 19 de novembro de 1941 |
| General der Infanterie Paul Völckers   | 19 de novembro de 1941 - 30 de dezembro de 1942 |
| 78. Sturm-Division                     |                                                 |
| General der Infanterie Paul Völckers   | 30 de dezembro de 1942 - 1 de abril de 1943     |
| Generalleutnant Hans Traut             | 1 de abril de 1943 - 1 de novembro de 1943      |
| Generalleutnant Herbert von Larisch    | 1 de novembro de 1943 - 15 de fevereiro de 1944 |
| Generalleutnant Hans Traut             | 15 de fevereiro de 1944 - 12 de julho de 1944   |
| General der Infanterie Siegfried Rasp  | 12 de julho de 1944 - 18 de julho de 1944       |
| 78. Grenadier-Division                 |                                                 |
| General der Infanterie Siegfried Rasp  | 18 de julho de 1944 - 23 de setembro de 1944    |
| Generalmajor Alois Weber               | 23 de setembro de 1944 - 9 de outubro de 1944   |
| 78. Volksgrenadier-Division            |                                                 |
| Generalmajor Alois Weber               | 9 de outubro de 1944 - 1 de dezembro de 1944    |
| Generalleutnant Harald von Hirschfeld  | 1 de dezembro de 1944 - 18 de janeiro de 1945   |
| Generalmajor Wilhelm Nagel             | 18 de janeiro de 1945 - ? de fevereiro de 1945  |
| 78. Volks-Sturm-Division               |                                                 |
| Generalmajor Wilhelm Nagel             | ? fevereiro de 1945 - 1 de maio de 1945         |
| Generalmajor Erich Geißler             | 1 de maio de 1945 - 8 de maio de 1945           |

## Área de operações
| Alemanha                       | setembro de 1939 - maio de 1940     |
| França                         | maio de 1940 - junho de 1941        |
| Frente Oriental, setor central | junho de 1941 - outubro de 1944     |
| Polônia                        | outubro de 1944 - janeiro de 1945   |
| Silésia                        | janeiro de 1945 - fevereiro de 1945 |
| Silésia & Checoslováquia       | fevereiro de 1945 - maio de 1945    |